# Beth Broderick
Beth Broderick, född  24 februari 1959 i Falmouth, Kentucky, är en amerikansk skådespelerska som är känd för sin roll som faster Zelda i tv-serien Sabrina tonårshäxan från 1996. Hon har även medverkat i filmen Kärlek vid andra ögonkastet från 1997 och i tv-serien Cityakuten från 1994.

## Bakgrund
Beth Broderick föddes i Falmouth i Pendleton County i norra Kentucky, men växte upp i Huntington Beach, Kalifornien. Redan som barn var Beth Broderick intresserad av teater. Hon fick high school vid sexton års ålder och sedan fick hon examen från American Academy of Arts i Pasadena i Kalifornien, när hon var arton år. Senare flyttade hon till New York för att försöka bli skådespelare. Hennes mor hette Nina Broderick. Beth Broderick har två systrar och en bror.

### Karriär
När hon var 27 år påbörjade hon sin skådespelarkarriär och gjorde sin filmdebut år 1988 när hon spelade den sexiga grannen som förför den unge, oskyldige Jonathan Silverman i filmen Den största kärleken (Stealing Home). År 1990 var hon med i filmen Fåfängans fyrverkeri (The Bonfire of the Vanities). Samma år deltog hon i TV där hon var med i ett avsnitt av Våra värsta år (Married with Children), som hette Baby Makes Money. År 1997 var hon med i filmen Kärlek vid andra ögonkastet (Fools Rush in).
Hon har också uppträtt i olika teaterföreställningar som Carnal Knowledge, Triplets in Uniform and Zastrozzi, the Master of Discipline (där hon också var medproducent). I New York uppträdde hon i The Mousetrap, The Lion in Winter och flera andra. Beth Broderick är inte bara skådespelerska, hon är också författare och har skrivit A Cup of Joe, Wonderland och Literatti med Dennis Bailey. Beth Broderick är också regissör och hon har regisserat en episod i Sabrina tonårshäxan år 2001. 
Filmer som hon har varit med i är Man of the Year (1995), Maternal Instincts (1996), Kärlek vid andra ögonkastet (1997), Psycho Beach Party (2000) och The Inner Circle (2003). På TV har hon medverkat i The Five Mrs. Buchanans, Hearts Afire, serierna Supernatural och Glory Days, som båda visades år 2002. Hon har också medverkat i The Bonfire of the Vanities (1990). Dessutom spelade hon en mindre roll som affärskvinna i Fools Rush In (1997), med Matthew Perry och Salma Hayek.
Hon uppträdde nyligen i en teaterproduktin vid Chicago Northlight Theatre i en pjäs som hette Bad Dates. Hon hade också en roll i Stories of Passion 26. Även i TV-serien Lost hade hon en mindre roll som Kate Austens mor Diane.
Nyligen fick hon sin största filmroll i filmen Timber Falls, där hon spelade en galen religiös kvinna, som tillsammans med sin make och sin bror torterar par som bryter mot reglerna om avhållsamhet på campingplatser.